# 파슈툰인의 문화
파슈툰인의 문화 (파슈토어: پښتني هڅوب)는 이슬람교와 파슈툰인들의 고대 생활 방식인 파슈툰왈리에 근본을 두고 있다. 파슈툰인의 문화는 최소 헤로도토스 (484-425 BC) 시대나 혹은 알렉산드로스 3세 메가스가 330 BC에 현재의 아프가니스탄과 파키스탄 지역을 답사하였을 때부터 강조되었다. 파슈툰인의 문화는 극소량의 외부영향을 받았을 뿐, 여러 세기 동안 엄청난 순수성을 지닌 것으로도 평가된다.

## 공휴일과 명절
파슈툰인들에게 가장 큰 명절은 이슬람 명절 이드 울피트르와 이드 알아드하이고, 이에 못지않게 아프가니스탄 독립기념일 (8월 19일)과 파키스탄 독립기념일 (8월 14일)도 중요한 날로 여겨진다. 봄의 시작을 알리는 노루즈 (새로운 날)도 일부 파슈툰인들에 의해 기념된다. 노루즈는 고대부터 계승되어 매년 치러지는 파슈툰 축제로 봄과 새해의 시작마다 기념된다. 그 중 어떠한 파슈툰인들은 노루즈의 서막을 알리기 위해 쉬즈비예라는 축제를 치르기도 한다. 이 전통은 아직까지 살아남아, 반누와 와지리스탄 등지의 남부 지역에서 행해지고 있다. 축제 기간 동안에는, 파슈툰인들은 특별 예배를 보기 위해 모스크에 모이거나 공원에서 바비큐를 즐기거나 장마당에 가보는 등 다양한 형태로 기념한다.

## 파슈토 시문
아프가니스탄은 이슬람이 유행하기 이전부터 그만의 시적 언어를 가진 것으로 널리 알려져 있었다. 파타 카자나라는 필사본에는 8세기부터의 파슈토 시문들이 기록되어 있다. 아프가니스탄-파키스탄 지역에서의 명망 있는 시인으로는 아미르 크로 수리, 쿠살 칸 카타크, 라만 바바, 나조 토키, 아흐마드 샤 두라니, 티무르 샤 두라니, 수자 샤 두라니, 굴람 무함마드 타르지, 칸 압둘 가니 칸 등이 있다.
파슈토 남성들은 주로 명절에 둘러 앉아 파슈토 시문을 듣는다. 더 넓은 폭의 파슈툰 시청자들을 위한 텔레비전 중계 방송도 존재한다. 그 중에는 파키스탄 AVT 카이버 채널에서 아마눌라 카카르가 진행하는 프로그램이 있다.

## 음악과 춤

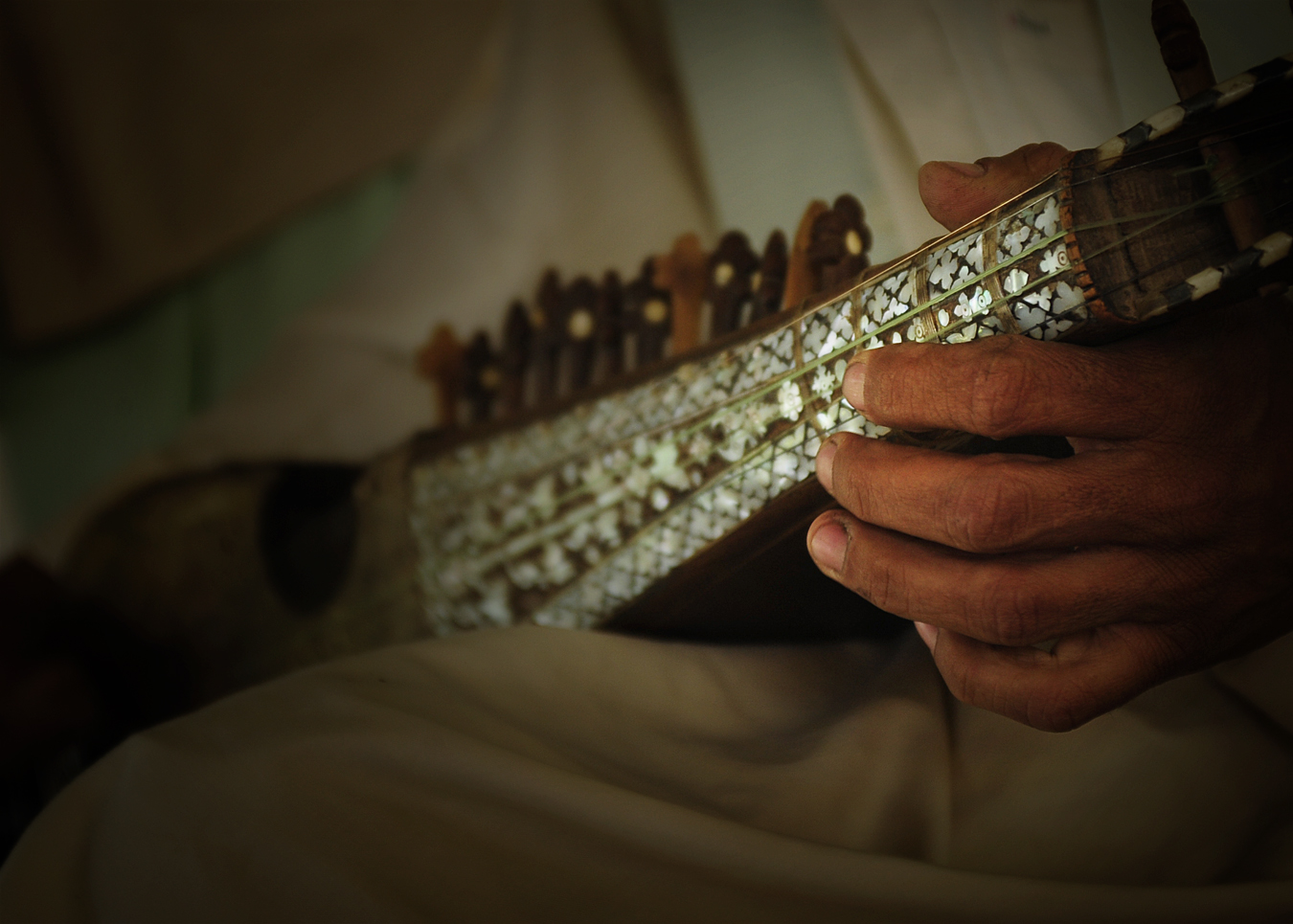
파라 (아프가니스탄)의 한 남성이 루밥을 연주하고 있다.

전통적인 파슈토 음악은 주로 루밥, 시타르, 타블라, 휴대 가능한 풍금, 플루트 그리고 여러개의 다른 악기들로 클라직 가잘을 연주하는 것으로 정의될 수 있다. 오늘날의 현대 파슈토 음악은 볼리우드 영화음악이나 서양 음악의 영향을 받았다.
아래의 목록은 파키스탄과 아프가니스탄 등지에서 찾아볼 수 있는 아탄의 대표적인 형식들이다. 여기서 소개된 모든 장르의 춤들은 파슈툰인들이 즐겨 연습하거나 혼합하는 춤들이다.

### 아탄 춤
이 춤에서는 댄서들이 음악의 박자에 따라 움직인다. 보통 남성들과 여성들 모두 추는 춤이다. 2-5번의 스텝들을 포함하며, 이 스텝들을 다시 반복할 때 중앙을 바라보며 손뼉을 한번 친다. 허리께와 팔은 좌측돌림과 우측돌림을 포함한 반복 동작에 동원되며, 손목은 연속적으로 틀어준다. 마지막으로 손은 바깥쪽을 향해 있고, '숟갈과 같은' 형태로 중앙을 바라보게 하여 다른 손과 손뼉을 치게 한다. 이 춤은 연주자의 연주시간과 연주속도에 의지하여 이루어진다.

### 카타크 춤
카타크 춤은 카타크 족들에 의해 행해지며, 이들은 파키스탄과 아프가니스탄 동부 지역에 분포하여 있다.

### 마수드 아탄
이 춤은 남 와지리스탄 지역에서 파슈툰인들 중 마수드 족들이 소총을 이용하여 추는 독특한 율동을 가지고 있다. 원래는 전쟁을 치를 때에만 행해지는 의식이였으나, 현재는 문화적인 요소를 지닌 춤으로 변모하였다. 댄서들은 빈손으로 춤을 추며 큰 북 하나가 춤에 필요하다. 오늘날에는 댄서들의 한 손에 장전된 총이 쥐어진 채 춤이 이루어지며, 북의 박자에 따라 댄서들은 원을 이루어 앞으로 나아간다. 2번하고도 반의 스텝을 거치고 난 뒤에는, 각 댄서들이 총의 공이치기를 당기고 회전한다. 이 동작은 모든 댄서들이 통일된 형태로 행하며, 회전동작을 하늘에 총을 쏘는 것으로 마무리한다.

### 와지리 춤
와지리스탄, 파키스탄의 연방 직할 부족 지역에 속하는 이 지역은 매우 넓은 관할 구역과 그 안에 독특한 파슈툰 문화를 지니고 있다. 두명의 북 연주자와 플루트 연주자가 특정한 곡조를 연주한다. 모든 와지리인들이 그들을 둘러싼다. 두 사람이 그 원을 벗어나고, 춤을 추며 다시 원 안에 돌아오며 이를 반복한다. 춤을 추는 동안, 두 사람이 두번의 회전을 하는데, 한번은 서로를 바라보며 하고, 한번은 그 반대 방향을 바라보며 동작한다. 이 동작을 마치고 나면, 댄서들은 모인 관중들을 향해 계속 춤을 추며 행진한다. 그들이 원을 이루면, 다른 무리의 댄서들이 앞으로 움직이며 비슷한 형태를 유지한다.

## 의복

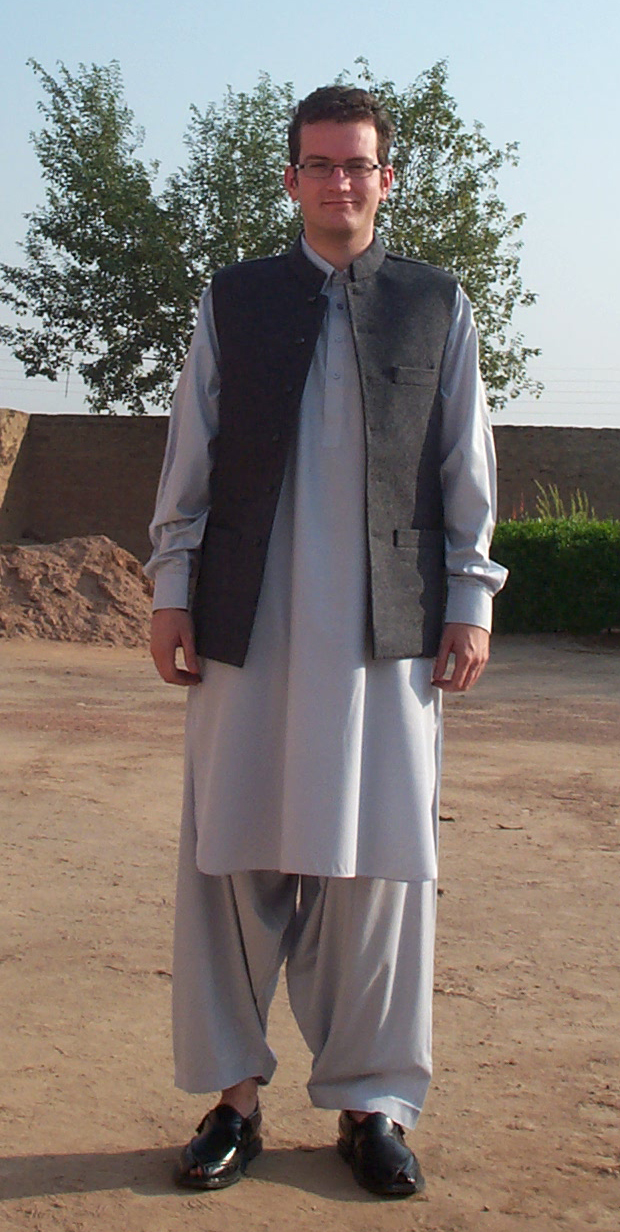
파키스탄과 아프가니스탄에서 볼 수 있는 파슈툰 의복이다.

파슈툰 남성은 파르툭-카미스를 주로 입는다 (파쿨과 팟케이와 입기도 한다). 칸다하르 지역에서는 젊은 남성들이 토피와 비슷한 형태의 모자를 쓰며, 페샤와르 지역에서는 흰색의 쿠피즈를 대신 쓴다. 수장이나 부족장들은 카라쿨 모자를 쓰기도 하는데, 하미드 카르자이 등의 인물들이 쓰기도 하였다. 파슈툰 룬가이 (혹은 팟케이)는 아프가니스탄에서 가장 자주 쓰이는 머리장식이며, 부족마다 각각 다른 스타일과 색상의 팟케이를 쓴다.
여성과 여자아이들은 전통적인 긴 드레스를 입고 얇은 천막으로 머리를 가린다.

## 음식
파슈툰 음식은 아프가니스탄의 지역마다 각각의 특색있는 형태를 지닌다. 파슈툰인들은 다양한 종류의 말린 과일과 발효유를 이용한 요리들로 유명하다. 마스테라고 불리는 발효유는 파슈툰 가정들에 의해 만들어진다. 차이 (차)는 파슈툰 모임에서 큰 역할을 하며 차이는 말린 과일이나 쿨차 (비스킷)과 곁들여 내어지기도 한다. 퍼니 (커스타드)와 같은 간식들도 매우 유명하다.

## 스포츠

### 부즈 카시와 폴로
중앙아시아의 일부 파슈툰인들은 부즈카시라는 운동에 참여한다. 이 종목은 13세기 초 몽골 제국 시대에 최초로 지역에 소개되었다. 페르시아어로 부즈의 의미는 "염소"이며 카시는 "끌다" 혹은 "당기다"의 의미를 가지고 있다. 이 종목의 기본적인 목표는 송아지나 염소의 머리가 제거된 시체를 깃발을 기점으로 시작점으로 방향을 들어 운반하는 것이고 말을 탄 다른 선수가 시체를 가져가려고 하며 똑같은 목표를 행하려고 경쟁하는 것이다. 팀을 이루는 스포츠가 아니며, 개인 각각이 경쟁하는 스포츠의 형태를 가지고 있다. 넓고 개방된 들판에서 행해지며 많은 장애물을 가지고 있지 않게 한다. 이 종목은 아프가니스탄 정치 싸움의 축소판이라고도 일컬여진다. 부즈카스가 개인 스포츠이나, 다양한 선수들간의 동맹이 이루어지기도 한다. 동맹 사이에는 강력한 선수들이 통제를 하게 되며 (혹은 남은 머리없는 소를 가진 자가) 승리를 얻어낸다.